# 佐藤泰介
佐藤 泰介（さとう たいすけ、1943年9月27日 - ）は、日本の政治家。
参議院議員（2期）、衆議院議員（2期）、文部政務次官（村山改造内閣）、参議院内閣委員長・総務委員長を歴任。

## 経歴
愛知県名古屋市出身。愛知県立旭丘高等学校卒業。高校時代は野球部に所属。愛知教育大学教育学部社会科卒業。1967年4月から小中学校教員を務める。1986年4月、愛知県教員組合（愛教組）執行委員長を務める。
1990年2月、第39回衆議院議員総選挙に旧愛知1区から日本社会党公認で立候補し初当選。1993年に再選。同年、山花貞夫委員長を首班とする社会党シャドーキャビネット文相、1995年8月に村山改造内閣の文部政務次官に就任。
1996年9月、旧民主党の結成に参加。同年10月の第41回衆議院議員総選挙に愛知1区から同党公認で立候補するも落選。
連合愛知は1998年7月の第18回参議院議員通常選挙・愛知県選挙区に向けて、佐藤を擁立。しかし組織内で「かつての社会党代議士は応援できない」という声が上がり、同年3月、当時新党友愛の幹事長だった伊藤英成衆議院議員を中心に、全トヨタ労連は元経団連職員の木俣佳丈の擁立も決めた。参院選では佐藤も木俣も共に初当選し、自民党が立てた大木浩と浦野烋興は票の食い合いにより落選した。
民主党の県組織は当初、旧民社党系の民主党県連と、旧社会党系の民主党愛知の二つに分かれていた。佐藤は後者の代表に就いた。
2004年7月、第20回参議院議員通常選挙で再選。
2007年8月、党財務委員長に就任。
2009年10月、党財務委員長に再任。同年7月、2010年の第22回参議院議員通常選挙に出馬せず引退することを表明した。後継は斎藤嘉隆。
2014年11月、旭日重光章受章。

## 政策・主張
- 1999年、国旗及び国歌に関する法律案の参議院本会議における採決で反対。

## 所属していた団体・議員連盟
- 恒久平和のために真相究明法の成立を目指す議員連盟
- 天皇陛下御即位二十年奉祝国会議員連盟（事務局次長）
- 在日韓国人をはじめとする永住外国人住民の法的地位向上を推進する議員連盟
- 新政局懇談会
- 日韓議員連盟
- 日朝友好議員連盟
- 日本民主教育政治連盟
- 発達障害の支援を考える議員連盟
- 民主党難病対策推進議員連盟
- インクルーシブ教育を推進する議員連盟（副会長）